# Oxalis ecuadorensis
Oxalis ecuadorensis là một loài thực vật thuộc họ Oxalidaceae. Đây là loài đặc hữu của Ecuador.